# هرسی ماتموجا
هرسی ماتموجا (به انگلیسی: Hersi Matmuja) (زاده ۱ فوریه ۱۹۹۰) خواننده آلبانیایی است.
او در مسابقه آواز یوروویژن ۲۰۱۴ نماینده آلبانی بود.